# 신정환
신정환(申廷煥, 1974년 5월 10일 ~ )은 대한민국의 가수, 방송인이다. 룰라와 컨츄리 꼬꼬의 구성원이었고, 2003년에 SBS 미니시리즈 《요조숙녀》를 통해 첫 드라마 고정 배역으로 데뷔하였다.
2010년 원정도박으로 방송 활동을 중단했다. 이후 처벌받고 2017년 복귀하였으나 부진으로 실패하였다.

## 생애
신정환은 중학교 시절부터 알게 된 후배 고영욱과 함께 춤을 추며 학창시절을 보냈다. 그러던 중 1994년 룰라의 멤버로 데뷔하였으며 1집 활동 도중 입영통지서를 받았다. 그는 1집 고별무대를 끝으로 룰라를 탈퇴했고, 1997년까지 앙골라로 파병을 가서 근무했다. 신정환이 떠난 자리에는 댄서 채리나가 영입되었고 룰라는 2집 《날개 잃은 천사》로 밀리언셀러를 기록, 가요대상을 수상하는 등 전성기를 달렸다.
1997년 제대 이후 신정환은 다시 이상민을 찾아갔으나 룰라는 이미 해체한 뒤였다. 그 대신 이상민은 신정환에게 같은 회사 소속이었던 탁재훈을 소개시켜주었다. 탁재훈은 1994년 솔로 가수로 데뷔했으나, 큰 실패를 맛보고 이후 몇년간 별 다른 활동 없이 휴식중이었다. 이상민은 자기 지인들 중 두 사람만큼 웃긴 사람을 본 적이 없다며, 코믹 컨셉의 음악 그룹인 컨츄리꼬꼬의 결성을 추진한다. 초기 탁재훈은 경박하다는 이유로 신정환과 듀엣을 하는 것을 반대했으나, 신정환이 탁재훈의 밀린 카드 빚 200만원을 대신 갚아주겠다며 조건을 걸자 탁재훈은 결성에 동의하였다.
1998년 1집 《Oh Happy》로 데뷔하였으나 초반에는 반응이 좋지 않았다. 그러나 우연히 SBS의 인기 예능 프로그램 《좋은 친구들》에 출연하게 되고, 이 방송에서 두 사람은 엄청난 예능감을 보여주면서 순식간에 인기 그룹으로 발돋움하게 된다. 같은 해 연말 발매된 크리스마스 앨범 《Happy Christmas》도 큰 히트를 기록했다. 이 후 《Gimme Gimme》, 《오 가니!》, 《Oh, My Julia》, 《Kiss》, 《콩가》, 《떠!》 등 2002년까지 수많은 히트곡을 발표하며 가요계에서 큰 인기를 누렸고, 특히 두 사람은 예능계에서 각종 프로그램의 고정 게스트와 MC를 도맡아하며 몸값을 높혔다. 그러나 2003년 4월 신정환이 월드뮤직에서 소속사를 옮기게 되며 컨츄리꼬꼬의 향후 활동에 대한 갈등이 생겼고, 결국 두 사람은 그룹 해체를 선택했다.
신정환은 이 후 예능인으로 본격 전업하여 2000년대 중후반 MC로서 최고의 전성기를 누렸다. SBS 《일요일이 좋다 - X맨[18기]》, KBS 《해피투게더》, 《상상플러스》, 《여걸식스》, MBC 《황금어장 라디오스타》 등 각종 프로그램에서 MC로 맹활약하였다. 한창 전성기 시절에는 방송국 PD들이 그를 출연시키기 위해 명절에 갈비를 보내는 등 방송가에서 섭외 1순위로 손꼽혔다. 한편 신정환은 2004년 고영욱과 함께 '신나고' 를 결성하며 가수 활동을 재개했고, 타이틀 곡 《이쁘니까》의 뮤직비디오에는 유재석, 강호동, 김제동 등 당대 인기를 누리던 방송인들이 총출동하여 화제가 되었다. 이 후 2008년 두 사람은 그룹 이름을 '룰라맨'으로 바꾸고 타이틀 곡 《겨울이 싫은 이유》를 발표하였다. 
2010년까지 방송가에서 MC로 활발한 활동을 펼치던 신정환은 2010년 9월, 필리핀 원정도박 파문에 연루되면서 연예활동을 중단하였다. 신정환을 시작으로 룰라와 컨츄리꼬꼬로 함께 활동했던 고영욱, 이상민, 탁재훈 등이 모두 물의를 일으켜 형사처벌을 받고 연예활동을 중단하면서 팬들과 대중들의 안타까움을 사기도 하였다. 2016년 탁재훈은 방송에 복귀하였으나, 신정환의 방송 복귀는 미정 상태였다. 2016년 신정환은 싱가포르로 건너가 빙수집을 오픈, 사업가로서 새로운 시작을 알리기도 하였다.
2017년 8월 코엔스타즈와 연예계약을 맺고 방송 복귀를 선언하였으며, 2017년 9월부터 탁재훈과 함께 Mnet에서 방영되는 《악마의 재능기부》에 출연하였다.

## 사건

### 불법 도박 사건
2005년
신정환은 2005년 11월 10일 서울특별시 강남구 압구정동의 카지노 바에서 불법 바카라 게임을 하다 적발되어 구속됐다. 처음에 그는 '아는 선배를 만나러 갔다가 우연히 경찰이 들이닥쳤다'며 도박 가담 사실을 전면 부인 하기도 했으나, 하루 만에 시인하여 누리꾼의 비난을 사기도 했다. 이 사건으로 신정환은 약식기소되어 700만원의 벌금형에 처해졌으며, 이후 3개월간 방송 활동을 중단했다.
2010년
신정환은 2010년 9월 5일에 MBC의 추석 특집 방송 녹화에 사전에 통보 없이 불참했고, 6일에는 KBS 2TV의 《스타 골든벨 1학년 1반》, 7일에는 MBC의 《청춘 버라이어티 꽃다발》에 사전 통보 없이 방송 녹화에 불참하게 되자, 잠적설을 비롯한 여러 루머가 제기됐다. 이에 대해 소속사에서는 신정환이 과로로 인해 방송 녹화에 불참하게 됐다고 해명했지만, SBS는 필리핀에서 도박빚 때문에 억류되어 있는 것으로 보인다고 보도하였고, MBC는 여권을 맡기고 돈을 빌렸다가 귀국을 못하고 있다며, 정황으로 볼 때 원정 도박을 갔다 돈을 갚지 못해 출국하지 못했을 가능성이 있다고 보도하였다. 이후 신정환은 팬 카페를 통해 필리핀 세부에서 일행들과 함께 카지노에 방문한 것은 사실이나, 관광 목적으로 방문했고 여행 도중 뎅기열에 걸려 병원에서 지내왔다며 현장 사진과 함께 도박설을 부인했다. 하지만 일부 누리꾼들은 공개한 사진 속의 모습은 심전도 검사를 하는 모습이고, 뎅기열으로 인한 입원 시점을 정확히 밝힐 필요가 있다고 피력했다. 필리핀 현지에서 신정환이 입원해 있는 병원을 취재한 결과 담당 의사는 "뎅기열 증상이 아니며 정상"이라고 증언하자 누리꾼은 신정환이 사건을 조작했다며 비판했다. 신정환은 또한 거액의 도박을 하지 않았다고 밝혔지만, 중국인 업자의 돈을 빌려서 거액의 도박을 했다는 증언도 나오면서 이 역시 거짓해명이 아니냐는 논란이 일었다. 선이자를 떼고 빌려주는 일명 꽁짓돈을 빌려 한 번에 1500만 원씩 베팅한 사실도 드러났다. 언론들의 취재결과 신정환은 자신이 출연한 방송 등에 대한 출연료가 압류된 것으로 알려졌으며, 1억원의 빚을 갚지 않았다는 이유로 고소를 당하기도 했다. 이 과정에서 신정환의 주당 출연료가 2500만 원이라는 것도 밝혀졌다.
신정환은 자신의 팬카페에 올린 글을 제외하면 모든 언론들과의 접촉과 인터뷰를 거절했다. 이렇게 원정도박 논란에 거짓해명 의혹까지 제기되며 사태가 악화되자 신정환은 필리핀의 한 호텔에서 잠적하던 중 9월 15일 마카오에 도착하여 머무르다가, 네팔로 건너갔고, 10월 중에 귀국할 것이라고 밝혔으나 11월 2일 인도로 넘어갔다. 신정환은 지인을 통해 도움을 받으며 생활했으며, 이 과정에서 드라마 '올인'의 실제 주인공인 '차민수' 세종대학교 교수는 신정환의 도박 중독증 치료를 도와주고 싶다며 도움의사를 밝혀오기도 했다.
신정환의 소속사는 매니저를 출국시켜 신정환에게 귀국을 권유하고, 차후 계획에 대해 이야기를 나누려고 했으나 신정환은 이를 거부하여 매니저는 다시 한국으로 돌아왔다. 소속사측은 "사건 당시 진위를 파악하기 위해 신정환과 연락을 시도했지만, 연락이 닿지 않았고 정확하게 현지 상황을 파악할 수 없어 어떤 공식 대응도 하지 못했다"며 공식적으로 사과문을 올렸다.
한편 이 사건으로 인해 《스타 골든벨 1학년 1반》 제작진은 신정환의 프로그램 출연정지를 결정하게 됐다고 밝혔고,《청춘 버라이어티 꽃다발》과 《황금어장 라디오스타》에서는 신정환이 자진 하차 의사를 밝혔다. 또한 9월 14일 검찰은 신정환에 대해 외환관리법 위반과, 상습도박 등의 혐의로 수사에 착수하기로 했다.
이로 인해 신정환이 출연하던 스타 골든벨은 전현무가 다시 돌아와 진행을 맡게 됐으며, 라디오스타는 매주 일일 MC가 같이 진행하게 되는 체제로 교체하게 됐다. 라디오스타는 오프닝 멘트에서 첫글자를 따서 '신정환 정신차려'라는 비판적인 내용을 내보내기도 했으며 김구라도 라디오스타에서 "이가 없으면 잇몸으로라도 철근을 씹겠습니다"라며 신정환의 공백을 언급하기도 했다.
2011년 1월 20일 오전 11시 30분, 그동안 수차례 귀국을 미뤄오던 신정환은 잠적 4개월 만에 귀국했다. 신정환은 공항에서 "많은 분이 많은 사랑을 주셨는데 실망으로 갚아드린 것에 대해 너무 죄송한 마음이고요. 많이 혼나겠습니다."라고 사과했다. 귀국 당일 신정환은 오후 8시 반까지 경찰 수사를 받은 후 귀가했으며 1억 2천만원을 빌려 바카라 도박을 한 사실을 시인했다. 신정환은 국외에 있는 동안 정강이 수술을 받을 때 박은 철심이 부러져 발목이 돌아가는 등 건강상태가 좋지 않아 발을 절뚝거리는 모습을 보이기도 했다.
신정환은 이전부터 언론에서 소문으로 나돌았던 이른바 '연예인 도박 리스트'에 대해서는 없다고 진술한 것으로 알려졌다. 경찰은 신정환을 불구속 입건하기로 결정하고 도박자금 출처와 함께 이전에 해명했던 뎅기열 등에 대해서도 수사하였다. 신정환의 귀국은 많은 이들의 관심을 끌었으며, 9시 주요 뉴스에 보도되기도 했다. 또한 신정환이 공항에 입고 온 옷이 수십만원 이상 하는 고가 제품이라는 것이 밝혀지면서 누리꾼들 사이에서 논란이 벌어지기도 했다. 도박 파문을 일으킨 신정환에 대한 비판이 많았으나, 신정환의 죄가 너무 크게 부풀려졌다는 지적이 제기되기도 했다. 진중권은 신정환의 도박은 다른 사람에게 해를 끼치는 범죄가 아니라 질병이며, 입고 온 옷도 비판의 대상이 될 수 없다는 취지의 발언을 했고, 만화가 강풀도 자신의 트위터에서 "비니 쓰고 입국한 게 그렇게 큰 잘못인가"라며 우회적으로 누리꾼들을 비판했다.
2011년 6월 2일, 신정환의 필리핀 도박 혐의에 대한 재판이 있었다. 재판부는 징역 8개월의 실형을 선고했다. 신정환은 법원에서 "현재 건강상태도 좋지 않은 상황에서 재활 치료도 꾸준히 받고 있기에 선처를 바란다", "앞으로 사회에 봉사하며 살아가겠다"라며 선처를 호소하고 항소했으며 2011년 12월 23일 성탄절 사면으로 이성진과 함께 가석방 출소하였다.
이 같은 사건 탓인지 신정환은 본인이 부른 노래와 참여한 노래가 대한민국 방송법과 방송통신심의위원회에서는 KBS·EBS·MBC 등에서 방송되는 컨츄리 꼬꼬의 금지곡이 된 데 이어서 모든 지상파, 종편, 케이블 등 거의 모든 방송사 출연정지 명단에 올랐다.

## 광고
- 2003년 SK텔레콤 팅
- 2005년 톰스토리 러브 스토리 캠페인
- 2008년 치킨신드롬
- 2009년 KT 인터넷전화
- 2020년 ~ 다미포커

## 홍보대사
- 1999년 자녀안심하고 학교보내기 운동 국민재단 연예인 봉사단원
- 2000년 유네스코 명예홍보대사
- 2004년 쥬라기공원 투어 홍보대사
- 2005년, 2009년 중부세무서 일일명예민원봉사실장

## 같이 보기
- 탁재훈
- 유재석
- 이휘재
- 강병규
- 강호동
- 김제동
- 채리나
- 김지현
- 고영욱
- 윤종신
- 김국진
- 김구라
- 이혁재
- 유세윤
- 이혜영